# Oselstraße 31

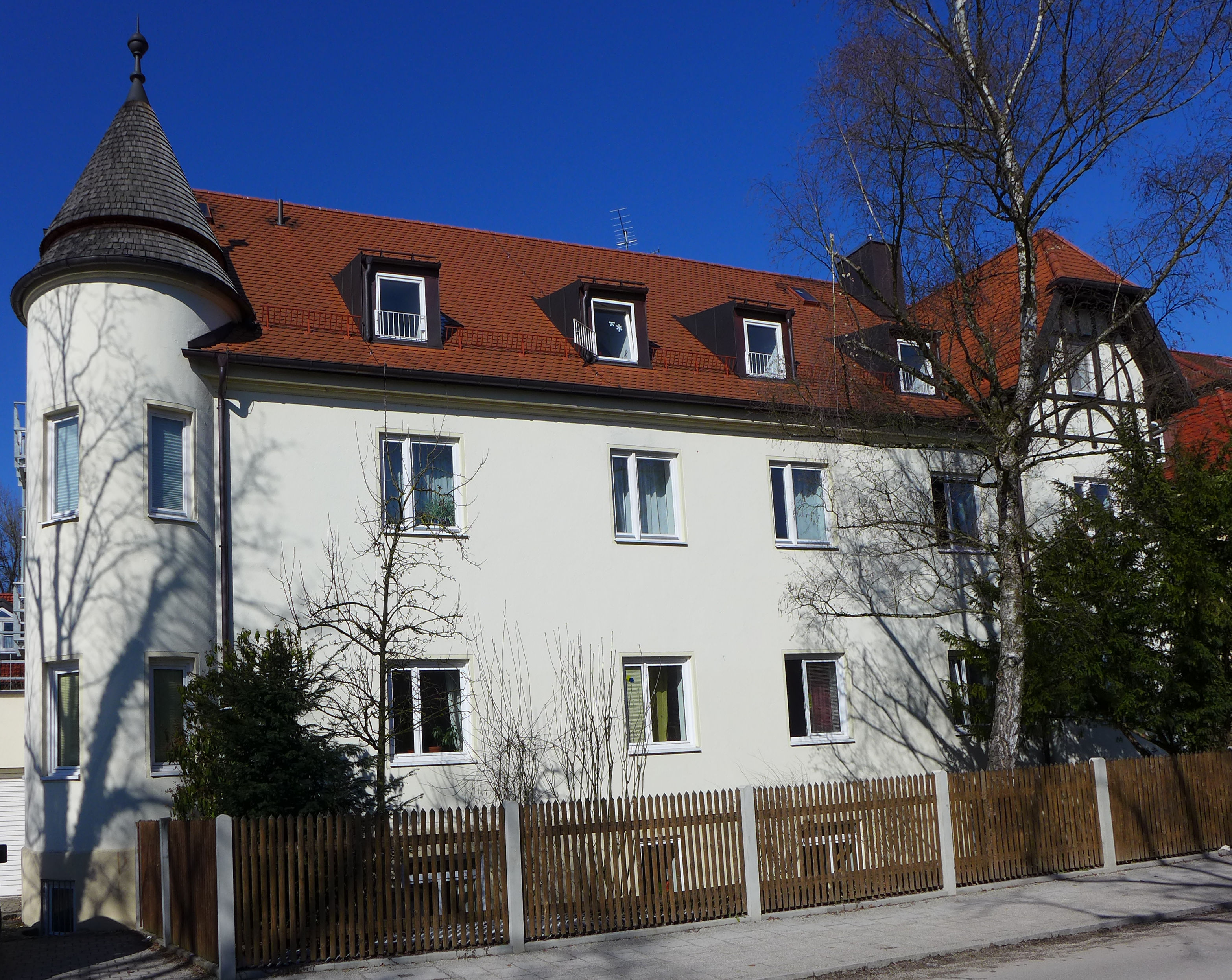
Villa Oselstraße 31 im Stadtteil Pasing von München

Das Gebäude Oselstraße 31 (ehemals Nr. 27, 29 und 31) im Stadtteil Pasing der bayerischen Landeshauptstadt München wurde 1906 errichtet. Die ehemalige Reihenhausgruppe in der Oselstraße, seit den 1920er Jahren ein Mädchenwohnheim der Inneren Mission, gehört zur Villenkolonie Pasing I. Sie ist ein geschütztes Baudenkmal.
Die zweigeschossigen Krüppelwalmdachbauten mit Zwerchhaus, rundem Eckturm und Zierfachwerk wurden von Georg Völkl im Heimatstil errichtet. Der Bau wurde von 1962 bis 1964 um einen rückwärtigen Trakt erweitert und die Straßenfront wurde bis zur Unkenntlichkeit vereinfacht.